# Pawłówka-Gajówka
Pawłówka-Gajówka – osada leśna wsi Las Jaworski w Polsce, położona w województwie mazowieckim, w powiecie węgrowskim, w gminie Wierzbno.
W latach 1975–1998 miejscowość należała administracyjnie do województwa siedleckiego.